# The Ice Road
The Ice Road ist ein US-amerikanischer Actionfilm aus dem Jahr 2021, der in den Vereinigten Staaten am 25. Juni 2021 bei Netflix erschien und in Deutschland am 14. Oktober 2021 in die Kinos kam. Regie führte Jonathan Hensleigh, der auch das Drehbuch schrieb. Neben Liam Neeson und Benjamin Walker in den Hauptrollen sind Marcus Thomas, Amber Midthunder und Laurence Fishburne in weiteren Rollen zu sehen.

## Handlung
In der Katka-Diamantenmine im kanadischen Manitoba kommt es zu einer Explosion, bei der acht Bergleute umkommen und 26 weitere verschüttet werden. Einige der Bergleute hatten sich, gegen zusätzliche Bezahlung, nicht an die Regeln zur Kontrolle von Methangas gehalten, und ihre Sensoren ausgeschaltet.
In Pembina, North Dakota, schlägt der Trucker Mike McCann einen Kollegen k. o., der seinen Bruder Gurty beleidigte, und die Brüder werden gefeuert. Der Truck-Unternehmer Jim Goldenrod soll einen speziellen Bohrlochkopf zur Mine bringen, durch dessen Hilfe die Verschütteten befreit werden können. Ein Transport per Flugzeug ist nicht möglich, da ein Bohrlochkopf 23 Tonnen wiegt und eine geeignete Landebahn fehlt. Drei identische Bohrlochköpfe werden auf drei LKW geladen und sollen über die titelgebende Eisstraße zur Mine gelangen. Zur Rettung der Verschütteten würde es ausreichen, dass einer davon ankommt – allerdings innerhalb von 30 Stunden, da danach nicht mehr genug Atemluft für die Verschütteten vorhanden wäre. Goldenrod heuert Mike als Fahrer und Gurty als Mechaniker an. Mit dabei sind auch Goldenrod selbst, die Truckerin Tantoo, deren Bruder Cody zu den Verschütteten gehört, und außerdem Tom Varnay, der für das Bergbauunternehmen den Transport überwacht. Die Fahrt soll 23 Stunden dauern.
Mit drei LKW machen sie sich auf den Weg. Am nächsten Tag, als Goldenrod an seinem Truck etwas reparieren muss, bricht das Eis unter ihm und er versinkt zusammen mit seinem LKW. Die anderen beiden Fahrer versuchen, mit ihren LKW vor dem brechenden Eis zu flüchten, kippen diese dabei aber auf die Seite. Zwar schaffen sie es, die LKW wieder aufzustellen, doch Varnay sperrt Mike und Gurty in den Anhänger ein, als diese ihre Fracht überprüfen. Varnay will den LKW inklusive Mike und Gurty mit Dynamit in die Luft sprengen, doch Mike schafft es, nachdem die Brüder sich befreit haben, die Sprengladung vom Truck wegzuwerfen, die kurz darauf explodiert. Bei dem erfolgreichen Versuch, den teilweise eingesunkenen Truck herauszuziehen, versinkt der Anhänger zusammen mit Gurty, aber Mike kann seinen Bruder aus dem Wasser ziehen. Nun ist aber nur noch ein Bohrlochkopf übrig.
Varnay ist mit dem anderen LKW und der gefesselten Tantoo an Bord schon vorher weggefahren. Aus der Ferne sieht er die Explosion und denkt, die Brüder seien tot. Stunden später trifft er sich mit dem Leiter der Mine und bekommt von ihm den Auftrag, den LKW zusammen mit Tantoo von einem Berghang abstürzen zu lassen, um die Rettung der Bergleute zu sabotieren. Tantoo kann sich befreien und mit dem Truck entkommen, doch sie wird von Varnay und seinen Gehilfen verfolgt. Mike und Gurty sind mit dem anderen LKW in der Nähe, werden aber von den Helfern Varnays angegriffen, können sie jedoch überwältigen und Tantoo retten. Varnay kann entkommen und löst durch eine Sprengung auf einem Berghang oberhalb des LKWs eine Lawine aus, durch die einer der LKW leicht zu Schaden kommt und Tantoo verletzt wird. Mike und Gurty bringen sie in ihren LKW und fahren mit angehängtem Anhänger los. Ihnen bleiben nur noch 45 Minuten Zeit.
Varnay kann sie mit dem anderen LKW einholen und es kommt zu einem Kampf zwischen ihm und Mike. Schließlich stirbt Varnay, als der LKW mit ihm im Wasser versinkt; Mike konnte vorher herausspringen. Tantoo und Gurty müssen über eine Brücke, deren Tragfähigkeit allerdings zu gering ist. Trotzdem schaffen sie es hinüber, bevor die Brücke hinter ihnen zusammenstürzt. Bei dem Versuch, den hinter der Brücke zurückrollenden LKW aufzuhalten, kommt Gurty ums Leben. Mike und Tantoo erreichen mit dem Bohrlochkopf noch rechtzeitig die Mine, bevor den verschütteten Bergleuten der Sauerstoff ausgeht. Die Bergleute werden gerettet und der Leiter der Mine wird verhaftet.
Drei Monate später sieht man Tantoo als Mechaniker in Goldenrods Garage arbeiten. Mike besucht sie mit seinem neuen Truck, den er durch die erhebliche Belohnung, die für den Transport des Bohrlochkopfes ausgeschrieben war, kaufen konnte. Er fährt jetzt als unabhängiger Unternehmer, um Sportartikel auszuliefern.

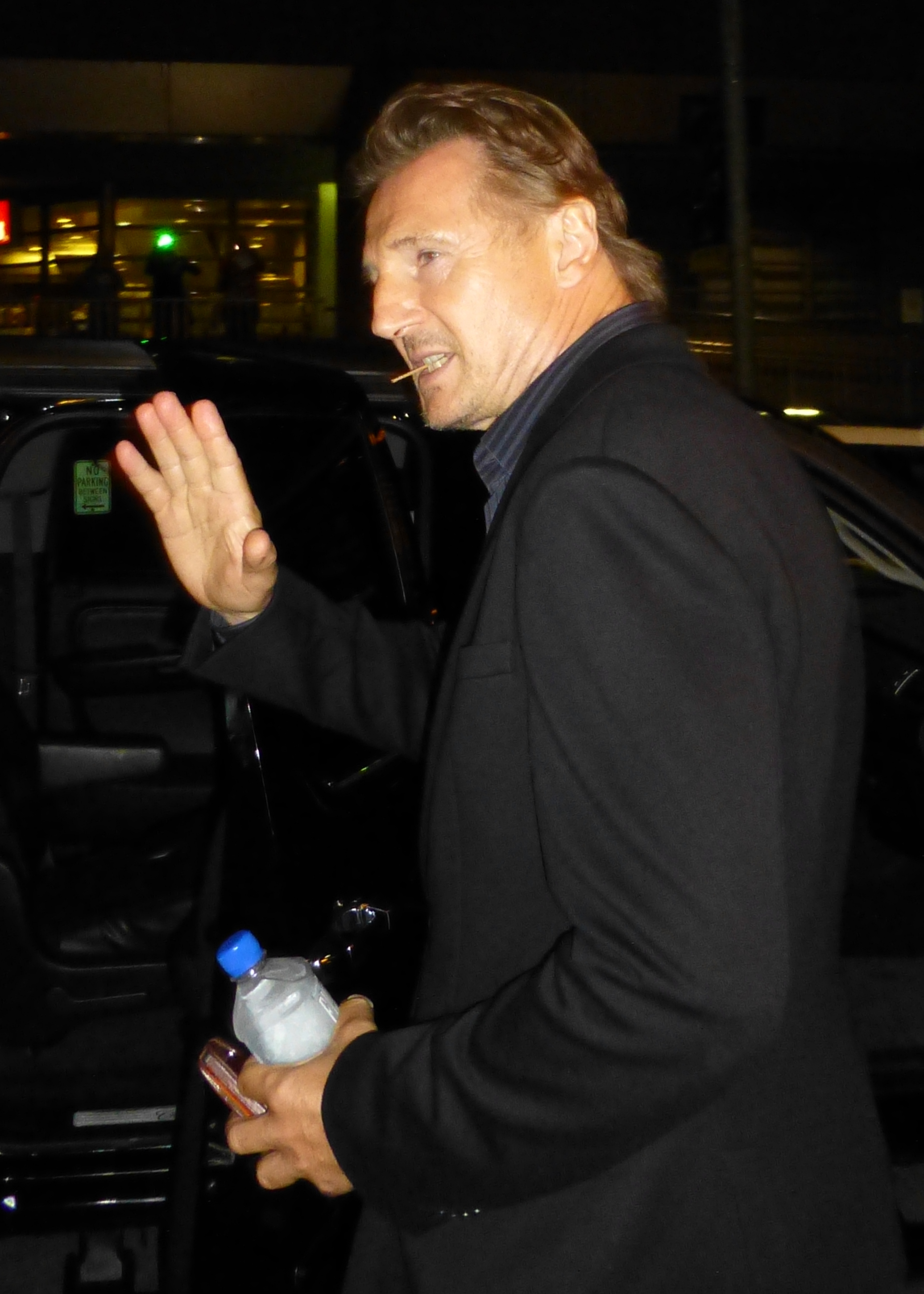
Liam Neeson (2013)

## Produktion
Die Dreharbeiten fanden unter anderem im Februar 2020 in Winnipeg statt.

## Hintergrund / Fortsetzung
Der Film weist Ähnlichkeiten mit dem Film Lohn der Angst von Henri-Georges Clouzot aus dem Jahr 1953 auf. Laut Liam Neeson, auch Co-Produzent, wird es eine Fortsetzung namens „Ice Road 2: Road to the Sky“ geben; die Filmhandlung erzählt eine Fahrt zum Mount Everest, wo die Asche des Bruders verstreut werden soll. Mitte Juni 2025 wurde bekannt, dass die Fortsetzung nunmehr unter dem Titel Ice Road: Vengeance Ende Juni in ausgewählten Kinos in den Vereinigten Staaten gezeigt werden wird und dann am 1. Juli als on demand-Angebote veröffentlicht werden wird. Die Regie übernahm erneut Jonathan Hensleigh.

## Veröffentlichung
Die Veröffentlichung war in Deutschland für den 26. August 2021 über den Filmverleih Wild Bunch im Kino geplant, allerdings erfolgte der Kinostart am 14. Oktober 2021. In den USA erschien der Film auf Netflix am 25. Juni 2021.

## Rezeption
Bei Rotten Tomatoes erreichte der Film eine Zustimmungsrate von 43 Prozent, basierend auf 86 Kritiken. Bei Metacritic bekam The Ice Road eine Punktzahl von 42/100, basierend auf 33 Kritiken.
Das Lexikon des internationalen Films urteilte: „Anfangs fesselnder Actionthriller, der seine Spannung aus seinen klaren Voraussetzungen bezieht, darüber aber die Charakterisierung der Figuren vernachlässigt. Durch eine skrupellose Intrige bekommt der Film jedoch etwas Überladenes, das die Schlichtheit der Prämisse in ein kompliziertes Konstrukt verwandelt, dem man keinen Glauben mehr schenkt.“